# Wynajmij sobie chłopaka
Wynajmij sobie chłopaka (ang. The Perfect Date) – amerykańska komedia romantyczna z 2019 roku w reżyserii Chrisa Nelsona, zrealizowana na podstawie książki Steve'a Blooma. W rolach głównych wystąpili Noah Centineo oraz Laura Marano. Premiera filmu miała miejsce 12 kwietnia 2019 na platformie Netflix, którego jest oryginalną produkcją.

## Wygrane i nominacje
Wygrane:
People's Choice - Kryształowa Statuetka w kategorii Ulubiona gwiazda komediowa Noah Centineo
Teen Choice w kategorii Ulubiona aktorka komediowa Laura Marano
Teen Choice w kategorii Ulubiony aktor komediowa Noah Centineo
Nominacje:
Teen Choice w kategorii Ulubiona komedia
Teen Choice w kategorii Ulubiony związek w opinii fanów Laura Marano, Noah Centineo

## Fabuła
Brooks Rattigan marzy o dostaniu się na Uniwersytet Yale, podczas gdy jego ojciec, Charlie, chce, aby poszedł na University of Connecticut, który zaoferował Brooksowi pełne stypendium. Chłopak pracuje w sklepie ze swoim najlepszym przyjacielem, programistą Murphem. Brooks wykorzystuje okazję do zarobienia dodatkowych pieniędzy, udając chłopaka bogatej kuzynki swojej koleżanki z klasy, Celii Lieberman z Greenwich. Odkrywa, że ma talent do randek ze swoją elastyczną osobowością. Spotyka piękną, ale snobistyczną Shelby i stawia sobie za cel pozyskanie jej. Celia okłamuje Shelby i mówi jej, że Brooks pochodzi z Darien, a nie z klasy robotniczej Bridgeport.
On i Murph uruchamiają aplikację, dzięki której wynajmuję się jako osoby do towarzystwa. Gdy dowiadują się, że Celia podkochuje się we Franklinie Volleyu, opracowują plan sfingowanego zerwania, w którym każdy z nich będzie odpowiednio z Shelby i Franklinem. Gdy biznes Brooksa kwitnie, Murph czuje się zaniedbany i odcina się od Brooksa. Celia organizuje wywiad dla Brooksa w Yale i jest zdenerwowana, gdy dowiaduje się, że wcześniej badał dziekana i okłamywał go, aby być lubianym. Brooks podkreśla, że nie różni się to od tego, co robił ze swoją aplikacją.
Shelby całuje Brooksa i prosi go, aby towarzyszył jej na balu szkolnym. Obaj mają trudności ze wzajemnym kontaktem i mają trudności z prowadzeniem rozmowy. Na przyjęciu Brooks spotyka Leah, która używała jego aplikacji do „ćwiczenia randek”. Ujawnia Shelby wszystko o aplikacji Brooksa. Dziewczyna jest obrażona i zniesmaczona aplikacją Brooksa. Wyjawia Shelby, że nie pochodzi z bogatego miasta, ale potrzebuje pieniędzy, aby pójść do Yale.
Brooks podchodzi do Celii, która również była na tańcu. Ona odrzuca jego propozycję tańca i mówi, że nie jest kopią zapasową. Wraca do domu i rozmawia z tatą o tym, co działo się w jego życiu. Jego tata przypomina mu, że nikt tak naprawdę nie wie, kim są, i przyznaje Brooksowi, że jest dumny z tego, kim staje się jego syn.
Brooks decyduje się przyjąć ofertę UConn, bo jeśli ma udawać kogoś innego, żeby dostać się do Yale, to nie chce iść. Brooks godzi się z Murphem. Spotyka się również z Celią i pisze do niej list, w którym zastanawia się, jak jego poprzednie ambicje polegały na prowadzeniu najmodniejszego samochodu, chodzeniu do najładniejszej szkoły i umawianiu się z najładniejszą dziewczyną. Ale ujawnił, że te ambicje uczyniły go złym przyjacielem, niewdzięcznym synem i osobą z obsesją na punkcie siebie. Pisze, że najbardziej czuł się sobą wtedy, gdy był z Celią i chciał z nią być.
Celia odwiedza Brooksa w domu i przeprasza za uderzenie go. Następnie obaj udają się do podrzędnej restauracji z kanapkami, która została zmodernizowana na przyjęcie, w obecności Murpha i Tuna Melt (zauroczenie Murpha i stały klient podsklepu). Murph ujawnia swoje przyjęcie do UConn, a Brooks godzi się z Celią.

## Obsada
- Noah Centineo jako Brooks Rattigan
- Laura Marano jako Celia Lieberman
- Odiseas Georgiadis jako Murph
- Camila Mendes jako Shelby Pace
- Matt Walsh jako Charlie Rattigan
- Joe Chrest jako Jerry Lieberman
- Carrie Lazar jako Lillian Lieberman
- Alexander Biglane jako Klient
- Blaine Kern III jako Franklin Volley[4]